# Natalja Iščenková
Natalja Sergejevna Iščenková (rusky Ната́лья Серге́евна И́щенко, * 8. dubna 1986 Smolensk, Sovětský svaz) je ruská sportovkyně v synchronizovaném plavání, pětinásobná vítězka olympijských her a devatenáctinásobná mistryně světa.

## Kariéra
Natalja byla členkou ruského zlatého medailového týmu v roce 2008, 2012 a 2016 na olympijských hrách. Také vyhrála zlato v dámské dvojici na letních olympijských hrách v roce 2012 a 2016. Její partnerkou byla Světlana Romašinová.
Po narození syna v roce 2013 si dala Natalja pauzu od plavání. K němu se vrátila v roce 2015 a vyhrála obě ženské dvojice a všechny družstva na European Synchro Cup v Haarlemmermeer. Kvalifikovala se tak na letní olympijské hry 2016 v Rio de Janeiru.